# اچ‌ام‌اس هیندوستان
اچ‌ام‌اس هیندوستان ممکن است به یکی از موارد زیر اشاره داشته باشد:
- اچ‌ام‌اس هیندوستان (۱۷۹۵)
- اچ‌ام‌اس هیندوستان (۱۸۰۴)